# P. J. Hogan
Paul John Hogan (30 de noviembre de 1962), más conocido como P. J. Hogan, es un director de cine y escritor australiano. Ganador del Premio AFI en 1984 al mejor corto de ficción por Getting Wet. Está casado con la directora australiana Jocelyn Moorhouse.

## Biografía
Nacido en Brisbane, de joven vivió en Nueva Gales del Sur. Hogan tuvo una infancia difícil, debido a varios problemas; era víctima de acoso escolar y tenía una complicada situación familiar, ya que su madre fue internada por una crisis nerviosa. De tal suerte que su padre, que se presentaba a las elecciones locales, llegó a decir que "nadie vota a alguien cuya mujer está loca", sugiriendo que se dijese que su mujer estaba de viaje.

## Carrera
El debut de Hogan como director fue en 1984 con el corto Getting Wet, que le reputó el Premio AFI al mejor corto de ficción. Pero, ya con 17 años, en 1981, Hogan presentó su primer guion al 'Australian Film Television and Radio School' (AFTRS). Antes de consolidarse como director de cine, participó como ayudante de dirección en Proof, una película dirigida por su mujer. Hogan escribió guiones para las series The Flying Doctors, The Miraculous Mellops, Lift Off y The Bartons.
Su primer éxito como director fue La boda de Muriel (guion y dirección), en 1994, con el que ganó el Premio de la Audiencia en el Festival Internacional de Cine de Chicago y obtuvo varias nominaciones en los Premios AFI y BAFTA. La película la protagonizaron Toni Collette y Rachel Griffiths.
El éxito en La boda de Muriel llevó a que Julia Roberts eligiera a Hogan para dirigir La boda de mi mejor amigo en el año 1997, que fue protagonizada por Cameron Díaz. Posteriormente dirigió en 2002 Amor sin condiciones, una comedia grabada en 1999 y estrenada en 2003, año donde se estrenó otra película dirigida por Hogan, Peter Pan, la gran aventura, con Jeremy Sumpter.
Su último trabajo es Mental, una comedia basada en la vida del director australiano, que en una entrevista afirmó que sería más fácil explicar qué partes no son autobiográficas.

## Filmografía
Hogan ha dirigido hasta el momento siete películas:
- Getting Wet (cortometraje; 1984)
- Hombre de paja (1986)
- La boda de Muriel (1994)
- La boda de mi mejor amigo (1997)
- Amor sin condiciones (2002)
- Peter Pan, la gran aventura (2003)
- Confesiones de una compradora compulsiva (2009)
- Mental (2012)

## Premios
| Año  | Premio                                    | Categoría              | Película          | Resultado |
| ---- | ----------------------------------------- | ---------------------- | ----------------- | --------- |
| 1984 | AFI (Instituto de Cine Australiano)       | Mejor corto de acción  | Getting Wet       | Ganador   |
| 1994 | Festival Internacional de Cine de Chicago | Premio de la audiencia | La boda de Muriel | Ganador   |
| 1994 | AFI (Instituto de Cine Australiano)       | Mejor guion original   | La boda de Muriel | Nominado  |
| 1994 | AFI (Instituto de Cine Australiano)       | Mejor director         | La boda de Muriel | Nominado  |
| 1996 | Premios WGA                               | Mejor guion original   | La boda de Muriel | Nominado  |
| 1996 | BAFTA                                     | Mejor guion original   | La boda de Muriel | Nominado  |
| 2013 | Premios AACTA                             | Mejor guion original   | Mental            | Nominado  |